# NGC 31

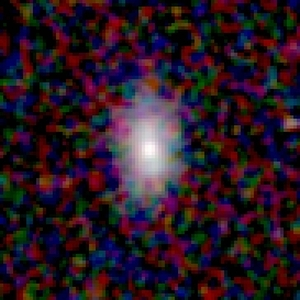
NGC 31 par 2MASS (proche-infrarouge)

NGC 31 est une vaste galaxie spirale intermédiaire (ou barrée) relativement éloignée et située dans la constellation du Phénix. NGC 31 a été découverte par l'astronome britannique John Herschel en 1834.

## Caractéristiques
Sa vitesse par rapport au fond diffus cosmologique est de 139,3 ± 9,8 Mpc (∼454 millions d'al).